# La Haye (Sena Marítim)
La Haye és un municipi francès situat al departament del Sena Marítim i a la regió de Normandia. L'any 2007 tenia 248 habitants.

## Demografia

### Població
El 2007 la població de fet de La Haye era de 248 persones. Hi havia 106 famílies de les quals 28 eren unipersonals (12 homes vivint sols i 16 dones vivint soles), 43 parelles sense fills i 35 parelles amb fills.
La població ha evolucionat segons el següent gràfic:
Habitants censats

### Habitatges
El 2007 hi havia 140 habitatges, 109 eren l'habitatge principal de la família, 22 eren segones residències i 10 estaven desocupats. Tots els 139 habitatges eren cases. Dels 109 habitatges principals, 95 estaven ocupats pels seus propietaris, 9 estaven llogats i ocupats pels llogaters i 5 estaven cedits a títol gratuït; 6 tenien dues cambres, 19 en tenien tres, 36 en tenien quatre i 48 en tenien cinc o més. 76 habitatges disposaven pel capbaix d'una plaça de pàrquing. A 47 habitatges hi havia un automòbil i a 51 n'hi havia dos o més.

### Piràmide de població
La piràmide de població per edats i sexe el 2009 era:
| Homes | Edats   | Dones |
| ----- | ------- | ----- |
| 0     | 95 o +  | 0     |
| 0     | 90 a 94 | 0     |
| 0     | 85 a 89 | 4     |
| 0     | 80 a 84 | 12    |
| 0     | 75 a 79 | 4     |
| 4     | 70 a 74 | 0     |
| 8     | 65 a 69 | 0     |
| 12    | 60 a 64 | 4     |
| 0     | 55 a 59 | 12    |
| 8     | 50 a 54 | 8     |
| 12    | 45 a 49 | 8     |
| 12    | 40 a 44 | 8     |
| 12    | 35 a 39 | 8     |
| 8     | 30 a 34 | 16    |
| 8     | 25 a 29 | 4     |
| 4     | 20 a 24 | 8     |
| 12    | 15 a 19 | 12    |
| 16    | 10 a 14 | 0     |
| 8     | 5 a 9   | 8     |
| 16    | 0 a 4   | 4     |

## Economia
El 2007 la població en edat de treballar era de 175 persones, 135 eren actives i 40 eren inactives. De les 135 persones actives 126 estaven ocupades (68 homes i 58 dones) i 10 estaven aturades (4 homes i 6 dones). De les 40 persones inactives 19 estaven jubilades, 10 estaven estudiant i 11 estaven classificades com a «altres inactius».

### Ingressos
El 2009 a La Haye hi havia 125 unitats fiscals que integraven 308 persones, la mediana anual d'ingressos fiscals per persona era de 19.513,5 €.

### Activitats econòmiques
Dels 9 establiments que hi havia el 2007, 1 era d'una empresa extractiva, 1 d'una empresa de fabricació d'altres productes industrials, 1 d'una empresa de construcció, 1 d'una empresa de comerç i reparació d'automòbils, 1 d'una empresa de transport, 2 d'empreses d'hostatgeria i restauració, 1 d'una empresa d'informació i comunicació i 1 d'una empresa immobiliària.
Dels 3 establiments de servei als particulars que hi havia el 2009, 1 era una fusteria i 2 restaurants.
L'any 2000 a La Haye hi havia 6 explotacions agrícoles.

## Poblacions més properes
El següent diagrama mostra les poblacions més properes.